# 韓陰
韓陰または韓陶（かんいん、? - 紀元前89年）は、衛氏朝鮮の国家運営にあたった4人の合議メンバー（朝鮮相路人、朝鮮相韓陰、尼谿相参、将軍王唊）の1人。官職は朝鮮の宰相。

## 概要
武田幸男は、「路人と韓陰は朝鮮の『相』、王唊は朝鮮の『将軍』であり、おのおの文事と武事を分担したとおもわれるが、そのなかに王・韓二姓がみえる。かれらは有力な亡命者、または亡命者ゆかりの人物だったとおもわれる」と述べている。また、三上次男も、韓陰の「韓」という姓氏から、主人である朝鮮王衛右渠と同じく、中国系の人物であることを指摘している。
衛氏朝鮮の政治を担当していた。
紀元前109年から紀元前108年、前漢が衛氏朝鮮を討伐するために攻撃してくると、4人の合議メンバーのうち、朝鮮相路人、将軍王唊の中国からの亡命者あるいはそのゆかりの人物と一緒に朝鮮王の衛右渠を残したまま早々に降伏した。降伏後、前漢から荻苴（てきしょ）侯に封じられたが、子孫がないまま、19年目に死亡した。
韓陰が属する楽浪韓氏は衛氏朝鮮地域の「大姓」（その土地の豪族、大家）であり、燕から移民してきた漢人である。